# Nanae Chrono
Nanae Chrono (黒乃 奈々絵 Kurono Nanae?, 18 de junio de 1980) es un mangaka japonés. Es más conocido como el creador de las series de manga Peacemaker Kurogane, Senki Senki Momotama y Vassalord. Él es un hombre trans.

## Obras
- Wagamama Tenshi no Sodatekata (ワガママ天使の育て方?) (1999)

Un manga one-shot publicado originalmente en Monthly Shōnen Gangan.
- Peacemaker Kurogane (PEACE MAKER鐵 Pīsu Meikā Kurogane?) (1999)

Originalmente como Shinsengumi Imon Peace Maker (新撰組異聞PEACE MAKER Shinsengumi Imon Pīsu Meikā?) , se publicó en Monthly Shōnen Gangan y tuvo seis volúmenes. Fue licenciado en inglés por Tokyopop.
- Senki Senki Momotama (殲鬼戦記ももたま?) (2005)

Esta serie de diez volúmenes se publicó en Comic Blade y luego en Web Comic Beat.
- Vassalord (ヴァッサロード Vassarōdo?) (2006)

Esta serie de siete volúmenes se publicó en Comic Blade. Los primeros cuatro volúmenes se han publicado en inglés.
- Paka Run (パカ☆RUN 'Paka☆Run'?) (2008)

Una serie de tres volúmenes escrita por Nanae Chrono pero dibujada por Nakabayashin Takamasa.

### Libros de arte
- Kuro no Ga (黒乃奈々絵画集 「黒ノ蛾」?)

Peacemaker Kurogane Libro de arte a todo color de 92 páginas. Primera impresión en 2004.
- Chrono Grafitti

Un libro de arte con 402 páginas de ilustraciones a todo color. El lado A presenta arte de Senki Senki Momotama y el lado B contiene arte de varias series, incluidas Vassalord e Ilegenes. Primera impresión en 2008.